# Panīpeirōtikos Athlītikos Syllogos Giannina
Il Panīpeirōtikos Athlītikos Syllogos Giánnina (in greco Πανηπειρωτικός Αθλητικός Σύλλογος Γιάννινα?, Associazione Atletica Pan-Epirica di Giannina) o PAS Giánnina è una squadra di calcio greca di Giannina, capoluogo dell'Epiro.
Milita nella Souper Ligka Ellada 2.

## Storia

### Gli inizi e l'arrivo degli Argentini
Il PAS Giannina è stata ufficialmente fondata nel maggio 1966, dall'unione di due squadre, Atromitos e Averofcon, con sede a Giannina, nel nord della Grecia. Negli anni settanta furono acquistati sei giocatori argentini (Oscar Alvarez, Juan Montez, Jose Pasternac, Alfredo Glasman, Edouardo Lisa e Eduardo Rigani, con De Faria come allenatore) e si ebbero parecchi risultati positivi, sostando vicino alla parte superiore della classifica del campionato greco, vincendo spesso contro squadre più quotate come Olympiacos, Panathīnaïkos, AEK Atene e PAOK. Spesso la squadra fu soprannominata Ajax dell'Epiro negli anni settanta per il suo gioco efficace, tipico delle squadre olandesi quali l'Ajax appunto. Nel 1980 l'ex tecnico della nazionale polacca Jacek Gmoch ha preso il timone del club greco raggiungendo dei buoni risultati.
Gli anni ottanta sono stati alcuni dei peggiori anni della società biancazzurra, che retrocede in seconda divisione. Nel 1989-90 la squadra riesce a riportarsi in prima divisione ma retrocede nella stagione successiva, riuscendo comunque a lanciare Giōrgos Dōnīs, passato al Panathinaikos nel 1991.

### 2000 - 2006: la rifondazione del club
Nell'ambito dell'amministrazione dell'uomo d'affari Manthos Kolempas, la squadra ha mostrato i segni di una ricrescita riuscendo ad essere promosso due volte nella massima divisione nazionale.
Nella prima di queste due apparizioni, nel 2001, il PAS Giannina è stato subito retrocesso nella serie B greca in seguito allo spareggio di 3 partite con l'OFI Creta.
Nella stagione 2001/02 vince il campionato di serie B e torna in Super League, ma l'anno dopo la società inizia ad avere problemi economici e fu penalizzata dalla Federazione Greca di ben 90 punti (3 per ogni partita di campionato, terminando la stagione all'ultimo posto con un record negativo di -65 punti), per effetto di una decisione unica, e il PAS ritornò in seconda categoria. L'anno dopo retrocedette anche in terza categoria a causa dei già citati problemi societari.

### 2006: la Semifinale di Coppa di Grecia
Alla fine del 2006 l'avvocato Alexis Kougias, prese in mano le redini della società portando la squadra dalla terza divisione alla seconda divisione. Nel 2006-2007 la squadra termina il campionato in quinta posizione e l'anno dopo arriva a giungere quarta. Risultato da segnalare il raggiungimento delle semifinali della Coppa di Grecia dopo aver eliminato l'Olympiacos.
Nell'estate 2008 la società passò a Yiorgos Christovasilis, uomo d'affari di Atene di famiglia proveniente dall'Epiro, che assume Guillermos Ollos come tecnico per la stagione 2008-09, riuscendo a promuovere la squadra nel Super League dopo 6 stagioni.

### Promozione in Super League dopo 6 anni & Seconda Semifinale di Coppa di Grecia
Dopo 6 stagioni il PAS Giannina rimette piede nell'Alpha Ethniki, ora chiamata Super League greca. Per far fronte a questo impegno Yiorgos Christovasilis ingaggia dal Siena l'ex portiere della nazionale greca Dimitrios Eleftheropoulos.Oltre al portiere vengono ingaggiati anche Ilias Kotsios, Ibrahima Bakayoko e Konstantinos Mendrinos. Il PAS Giannina fu anche sulle tracce di Traïanos Dellas, Aggelos Mpasinas e Ioannis Goumas, senza però concludere affari. Nel gennaio del 2010 viene chiamato come allenatore Níkos Anastópoulos in sostituzione di Giorgios Paraschos. Il 20 gennaio 2010, il PAS raggiunge gli ottavi di finale della Coppa di Grecia ai danni dell'Atromītos, squadra allenata da Giōrgos Dōnīs, ex-bandiera biancazzurra. Il 2 febbraio 2010 la squadra, allo Stadio Zosimades, infligge un 4-0 al PAOK dove militavano Bruno Cirillo, Mirko Savini, Zizis Vryzas e Theodōros Zagorakīs, portando il club alla semifinale di Coppa di Grecia contro il Panathinaikos di Giōrgos Karagkounīs. Nel gennaio 2011 viene acquistato dall'AEK Atene l'ex difensore nella nazionale greca Chrīstos Patsatzoglou.
Nella stagione 2010/2011 la squadra ritorna in Super League greca. Ibrahima Bakayoko diventa il capocannoniere nella beta Ethniki nella stagione appena conclusa con 19 reti, mentre l'altro attaccante Dīmītrīs Sialmas, nella penultima gara di campionato, segna un gol classificatosi al 3º posto tra goal più belli della stagione 2010/2011. A gennaio 2012 al posto del tecnico Stéphane Demol viene ingaggiato Angelos Anastasiadis appena svincolato dalla nazionale cipriota. Il PAS con il nuovo allenatore raggiunge la salvezza con due giornate di anticipo, ottenendo vittorie importanti come quella per 1-2 ai danni del PAOK e la vittoria casalinga allo Stadio Zosimades per 2-1 contro l'AEK Atene, ottenendo il 7° risultato utile consecutivo.

## Strutture

### Stadio
Lo stadio principale del PAS Giannina è lo Stadio Zosimades, costruito nel 1952 dai fratelli Zosimades provenienti da Giannina. Lo Stadio Zosimades ha una capacità di più di 7500 posti, si trova all'interno della città di Giannina.
Il secondo stadio della squadra, chiamato Stadio Panepirotan, che vuol dire "Stadio di tutto l'Epiro", è stato costruito nel 2002, e si trova nel quartiere Anatoli, ed è parte del Panepirotan National Sports Centre. Fu inaugurato il 28/8/2002 ed è costato 10 milioni di Euro, con una capacità di 2.051 posti a sedere.
| Stadio Zosimades - Nome: Stadio Zosimades - Ubicazione: 28th ottobre, Giannina, Grecia - Anno di costruzione: 1952 - Record di Spettatori: 14,557 (PAS Giannina vs Olympiacos CFP - nel 1975) - Proprietario: Stato greco - Usufuttuario: PAS Giannina |  | Stadio Panepirotan - Nome: Stadio Panepirotan - Ubicazione: Anatoli, Giannina, Grecia - Anno di costruzione: 2002 - Proprietario: Stato greco - Usufruttuario: PAS Giannina e AE Giannina |

## Palmarès

### Competizioni nazionali
- Beta Ethniki: 3

1973-1974, 1984-1985, 2001-2002
- Gamma Ethniki: 1

1997-1998 (gruppo 1)
- Souper Ligka Ellada 2: 1

2019-2020

### Altri piazzamenti
- Coppa di Grecia:

Semifinalista: 2006-2007, 2009-2010, 2020-2021
- Football League (Grecia):

Secondo posto: 2010-2011
- Beta Ethniki:

Secondo posto: 2008-2009
Terzo posto: 1989-1990, 1999-2000
- Gamma Ethniki:

Secondo posto: 2004-2005 (girone 2), 2005-2006 (girone 2)
- Coppa dei Balcani per club:

Finalista: 1993-1994

## Statistiche e record
- Partecipazioni alla Alpha Ethniki/Super League Greece: 16
- Partecipazioni alla Coppa di Grecia: 2 (semifinale)

### Super League
- 1975-76, 5º posto: 30 partite, 36 punti, 15 vinte, 6 pareggiate, 9 perse, 40 gol segnati, 33 subiti
- 1977-78, 5º posto: 34 partite, 38 punti, 14 vinte, 10 pareggiate, 10 perse, 45 gol segnati, 39 subiti
- 1979-80, 6º posto: 34 partite, 37 punti, 14 vinte, 9 pareggiate, 11 perse, 50 gol segnati, 44 subiti
- 2012-13, 5º posto: 30 partite, 44 punti, 12 vinte, 8 pareggiate, 10 perse, 28 gol segnati, 24 subiti
- 2016/2017 imbattuto dal 25 aprile 2017 grazie a Fabrizio Foresta

### Statistiche nelle competizioni internazionali
Tabella aggiornata alla fine della stagione 2018-2019.
| Competizione                  | Partecipazioni | G | V | N | P | RF | RS |
| ----------------------------- | -------------- | - | - | - | - | -- | -- |
| Coppa UEFA/UEFA Europa League | 1              | 4 | 1 | 0 | 3 | 5  | 6  |

### Statistiche individuali
| Record di presenze - 252 Alexios Michaīl (2004-2007, 2007-2009, 2010-oggi) - 147 Andi Lila (2011-2015, 2015-oggi) | Record di reti - 16 Pedro Pérez Conde (2016-oggi) - 9 Andi Lila (2011-2015, 2015-oggi) |

## Organico

### Rosa 2023-2024
Aggiornata al 22 gennaio 2024.
| N. |                        | Ruolo | Calciatore              |
| -- | ---------------------- | ----- | ----------------------- |
| 2  | Spagna (bandiera)      | D     | Carles Soria            |
| 3  | Grecia (bandiera)      | D     | Marios Tsaousīs         |
| 4  | Grecia (bandiera)      | D     | Epameinōndas Pantelakīs |
| 5  | Grecia (bandiera)      | C     | Zīsīs Karachalios       |
| 6  | Spagna (bandiera)      | C     | Iker Bilbao             |
| 7  | Uruguay (bandiera)     | C     | Federico Gino           |
| 8  | Grecia (bandiera)      | C     | Alexandros Lōlīs        |
| 9  | Spagna (bandiera)      | A     | Pedro Conde             |
| 10 | Argentina (bandiera)   | C     | Juan Garro              |
| 11 | Colombia (bandiera)    | A     | Kevin Rosero            |
| 14 | Grecia (bandiera)      | C     | Geōrgios Pamlidīs       |
| 15 | Argentina (bandiera)   | D     | Rodrigo Erramuspe       |
| 17 | Francia (bandiera)     | A     | Jean-Baptiste Léo       |
| 20 | Grecia (bandiera)      | C     | Nikolaos Lolis          |
| 21 | Grecia (bandiera)      | C     | Panagiōtīs Tzimas       |
| 22 | Grecia (bandiera)      | A     | Leonid Mina             |
| 23 | Paesi Bassi (bandiera) | C     | Daan Rienstra           |

| N. |                        | Ruolo | Calciatore           |
| -- | ---------------------- | ----- | -------------------- |
| 24 | Grecia (bandiera)      | D     | Konstantinos Panagou |
| 25 | Uruguay (bandiera)     | D     | Geronimo Bortagaray  |
| 28 | Stati Uniti (bandiera) | A     | Joseph Efford        |
| 30 | Grecia (bandiera)      | D     | Giannīs Kiakos       |
| 32 | Grecia (bandiera)      | C     | Angelos Tsiris       |
| 33 | Grecia (bandiera)      | D     | Dimitrios Naoumis    |
| 36 | Germania (bandiera)    | C     | Tim Rieder           |
| 45 | Grecia (bandiera)      | D     | Gerasimos Bakadimas  |
| 46 | Slovacchia (bandiera)  | C     | Matúš Begala         |
| 55 | Israele (bandiera)     | P     | Boris Klaiman        |
| 64 | Grecia (bandiera)      | P     | Vasilios Soulis      |
| 70 | Grecia (bandiera)      | C     | Iason Kyrkos         |
| 74 | Grecia (bandiera)      | P     | Thomas Vrakas        |
| 80 | Grecia (bandiera)      | C     | Aggelos Liasos       |
| 91 | Romania (bandiera)     | A     | Claudiu Bălan        |
| 99 | Grecia (bandiera)      | P     | Vasilios Athanasiou  |

### Rosa 2022-2023
Aggiornata al 24 febbraio 2023.
| N. |                           | Ruolo | Calciatore              |
| -- | ------------------------- | ----- | ----------------------- |
| 2  | Grecia (bandiera)         | D     | Manōlīs Saliakas        |
| 3  | Grecia (bandiera)         | D     | Stavros Pīlios          |
| 4  | Grecia (bandiera)         | D     | Epameinōndas Pantelakīs |
| 5  | Grecia (bandiera)         | C     | Zīsīs Karachalios       |
| 6  | Spagna (bandiera)         | C     | Iker Bilbao             |
| 7  | Guinea (bandiera)         | C     | Ahmad Mendes Moreira    |
| 8  | Grecia (bandiera)         | C     | Alexandros Lōlīs        |
| 9  | Spagna (bandiera)         | A     | Pedro Conde             |
| 10 | Grecia (bandiera)         | C     | Sōtīrīs Ninīs           |
| 11 | Colombia (bandiera)       | A     | Kevin Rosero            |
| 14 | Grecia (bandiera)         | C     | Geōrgios Pamlidīs       |
| 15 | Argentina (bandiera)      | D     | Rodrigo Erramuspe       |
| 16 | Grecia (bandiera)         | P     | Panagiōtīs Tsintōtas    |
| 17 | Francia (bandiera)        | A     | Jean-Baptiste Léo       |
| 18 | Costa d'Avorio (bandiera) | C     | Manssour Fofana         |
| 21 | Grecia (bandiera)         | C     | Panagiōtīs Tzimas       |

| N. |                        | Ruolo | Calciatore                |
| -- | ---------------------- | ----- | ------------------------- |
| 22 | Grecia (bandiera)      | D     | Angelos Tsavos            |
| 23 | Paesi Bassi (bandiera) | C     | Daan Rienstra             |
| 25 | Uruguay (bandiera)     | D     | Geronimo Bortagaray       |
| 28 | Uruguay (bandiera)     | C     | Federico Gino             |
| 31 | Grecia (bandiera)      | D     | Giannīs Kiakos            |
| 32 | Grecia (bandiera)      | C     | Angelos Tsiris            |
| 45 | Grecia (bandiera)      | D     | Gerasimos Bakadimas       |
| 64 | Grecia (bandiera)      | P     | Vasilios Soulis           |
| 70 | Grecia (bandiera)      | C     | Iason Kyrkos              |
| 72 | Grecia (bandiera)      | C     | Labros Moustakas          |
| 80 | Grecia (bandiera)      | C     | Aggelos Liasos            |
| 88 | Australia (bandiera)   | A     | Apostolos Stamatelopoulos |
| 91 | Romania (bandiera)     | A     | Claudiu Bălan             |
| 99 | Grecia (bandiera)      | P     | Vasilios Athanasiou       |
|    | Romania (bandiera)     | D     | Andrei Radu               |

### Rosa 2021-2022
Aggiornata al 2 ottobre 2021.
| N. |                      | Ruolo | Calciatore              |
| -- | -------------------- | ----- | ----------------------- |
| 1  | Russia (bandiera)    | P     | Jurij Lodygin           |
| 2  | Grecia (bandiera)    | D     | Manōlīs Saliakas        |
| 4  | Grecia (bandiera)    | D     | Epameinōndas Pantelakīs |
| 5  | Grecia (bandiera)    | C     | Zīsīs Karachalios       |
| 6  | Grecia (bandiera)    | D     | Giannīs Kargas          |
| 7  | Grecia (bandiera)    | C     | Panagiōtīs Triadīs      |
| 8  | Argentina (bandiera) | C     | Fabricio Brener         |
| 9  | Spagna (bandiera)    | A     | Pedro Conde             |
| 10 | Spagna (bandiera)    | C     | Juan Domínguez          |
| 15 | Argentina (bandiera) | D     | Rodrigo Erramuspe       |
| 17 | Germania (bandiera)  | A     | Jan-Marc Schneider      |
| 18 | Guinea (bandiera)    | C     | Ahmad Mendes Moreira    |
| 19 | Grecia (bandiera)    | A     | Alexandros Lōlīs        |
| 20 | Grecia (bandiera)    | C     | Alexis Triadis          |
| 21 | Moldavia (bandiera)  | A     | Nicolae Milinceanu      |

| N. |                        | Ruolo | Calciatore             |
| -- | ---------------------- | ----- | ---------------------- |
| 22 | Grecia (bandiera)      | C     | Stefanos Siontīs       |
| 24 | Grecia (bandiera)      | D     | Antōnīs Oikonomopoulos |
| 28 | Grecia (bandiera)      | A     | Leonid Mina            |
| 29 | Germania (bandiera)    | C     | Michael Gardawski      |
| 30 | Paesi Bassi (bandiera) | C     | Daan Rienstra          |
| 33 | Grecia (bandiera)      | D     | Dimitrios Karagiannis  |
| 43 | Belgio (bandiera)      | D     | Marvin Peersman        |
| 64 | Grecia (bandiera)      | P     | Vasilios Soulis        |
| 70 | Grecia (bandiera)      | C     | Iason Kyrkos           |
| 77 | Grecia (bandiera)      | D     | Giannis Rizos          |
| 80 | Grecia (bandiera)      | C     | Aggelos Liasos         |
| 99 | Grecia (bandiera)      | P     | Vasilios Athanasiou    |
|    | Colombia (bandiera)    | A     | Kevin Rosero           |

### Rose delle stagioni precedenti
- 2014-2015
- 2013-2014
- 2010-2011